# Vitorino dos Piães
Vitorino dos Piães is een plaats (freguesia) in de Portugese gemeente Ponte de Lima en telt 1618 inwoners (2001).

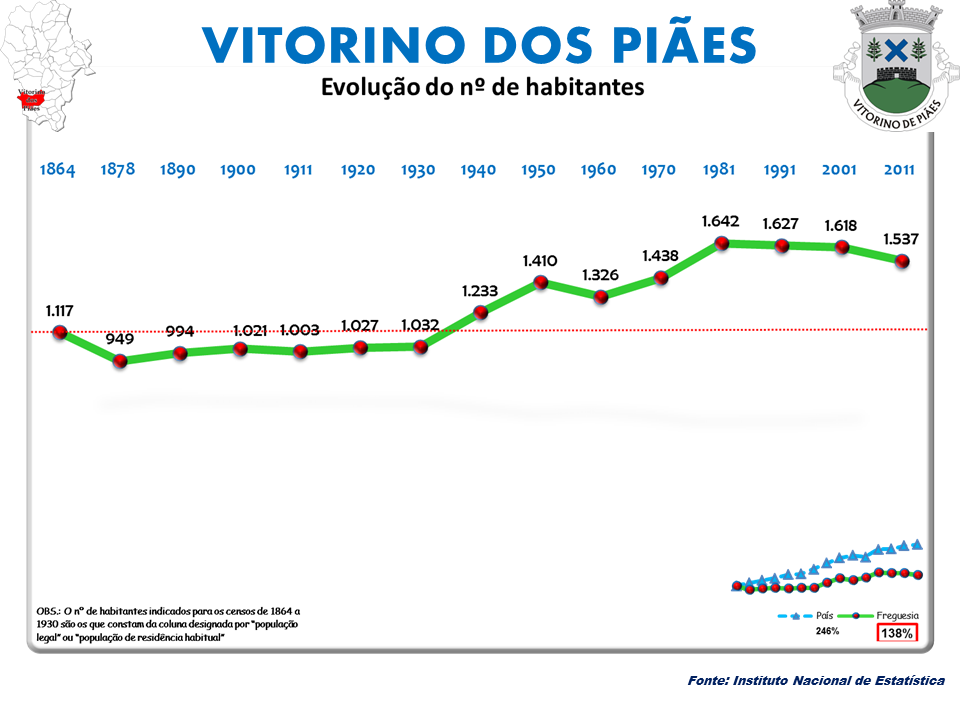
Bevolkingsontwikkeling tussen 1864 en 2011